# Limenitis mesenteria
Limenitis mesenteria är en fjärilsart som beskrevs av Fabricius 1781. Limenitis mesenteria ingår i släktet Limenitis och familjen praktfjärilar. Inga underarter finns listade i Catalogue of Life.